# شایاماند جالان
شایاماند جالان (به انگلیسی: Shyamanand Jalan) (زاده ۱۳ ژانویهٔ ۱۹۳۴-درگذشته ۲۴ مهٔ ۲۰۱۰) بازیگر هندی بود.
از فیلم‌های معروف او می‌توان به بازی در فیلم شهر لذت اشاره کرد.